# 王景 (東漢)
王景（?—?），字仲通，原籍琅琊郡不其县（今属青岛市），出生于乐浪郡诌邯（今朝鲜平壤西北），东汉水利家，
父亲是乐浪郡三老王閎。东汉初年，乐浪郡人王调杀死乐浪郡太守刘宪，自称大将军、乐浪太守。据郡不服东汉朝廷。建武六年（30年）秋，汉光武帝命王遵征伐乐浪郡。王闳与郡决曹史杨邑等杀死王调，迎接王遵。
王景曾任廬江太守。汉明帝时，黄河决口，在汴渠一带泛滥了六十多年，兖（今山东金乡东北）豫（今安徽亳州）多被水患。永平十二年（69年）春，漢明帝召見王景，派他治理黃河、汴渠。臨行前，明帝贈送他《山海經》、《河渠書》、《禹貢圖》。
永平十二年夏四月，王景与助手王吴率數十萬民工治理黄河，他排除任水自流的思想，反对恢复禹河故道，与王吴相度地势，开凿山阜，“修渠築堤，自滎陽東至千乘海口千餘里”，改善了汴口水門工程，使“河汴分流”。永平十三年夏四月，所有工程完成，收到防洪、航运和稳定河道的巨大效益，“雖簡省役費，然猶以百億計”。永平十五年（72年），王景隨明帝東巡，行至無鹽（今山東東平東南），明帝嘉獎他的治河功績，拜為河堤謁者。
王景治河的历史贡献，长期以来得到很高的评价，有王景治河千年无患之说。从史料记载看，王景筑堤后的黄河经历800多年没有发生大改道，决溢也为数不多，确是位置比较理想的一条河道。

## 延伸阅读
[在维基数据编辑]
 《後漢書/卷76》，出自范晔《後漢書》
 《東觀漢記》